# 1968년 하계 올림픽 아프가니스탄 선수단
1968년 하계 올림픽 아프가니스탄 선수단은 멕시코 멕시코시티에서 개최된 1968년 하계 올림픽에 참가한 올림픽 아프가니스탄 선수단이다.

## 메달 집계

### 종목별 참가 선수 및 메달 집계
| 종목 | 참가 선수 | 1 | 2 | 3 | 메달 합계 |
| 역도 | 1         | 1 | 1 |   | 2         |
| 육상 | 3         |   |   |   | 0         |
| 사격 | 3         |   | 1 | 2 | 3         |
| 체조 | 1         |   |   |   | 0         |
| 펜싱 | 1         | 0 | 0 | 1 | 1         |
| 합계 | 3         | 1 | 2 | 3 | 6         |

## 참고 자료
- (영어) “Afghanistan at the 1968 Ciudad de México Summer Games”. SR/Olympic Sports. 2009년 1월 20일에 원본 문서에서 보존된 문서. 2011년 9월 22일에 확인함.